# Pskowska Misja Prawosławna
Misja prawosławna w Pskowie lub Pskowska Misja Prawosławna – rosyjska misja prawosławna działająca podczas II wojny światowej na okupowanych północno-zachodnich terytoriach ZSRR w latach 1941–1944. 
Misja powstała z inicjatywy Ministra Rzeszy do spraw Okupowanych Terytoriów Wschodnich Alfreda Rosenberga. Jej organizatorem był metropolita wileński Sergiusz (Woskriesienski). Obejmowała eparchie: leningradzką i nowogródzką, pskowską oraz republiki nadbałtyckie. Działalność misji opierała się na prawosławnych duchownych z eparchii: ryskiej i narewskiej, którzy w liczbie 14 przybyli w sierpniu 1941 do Pskowa. Jej główna siedziba mieściła się w tamtejszym Monasterze Pskowsko-Peczerskim. Oparta ona była na protekcji niemieckich władz okupacyjnych i zbieżnych interesach strony niemieckiej i duchowieństwa prawosławnego, które w misji widziały narzędzie odbudowy życia religijnego w Rosji i tym samym odciągnięcie jej mieszkańców od idei bolszewizmu. Działalnością misji kierował tzw. Zarząd Misji w Pskowie, podlegający metropolicie Sergiuszowi w Rydze. Duchowni misji na podległych jej terenach odbudowywali zniszczone lub przekształcone w czasach ZSRR cerkwie, zakładali sierocińce, próbowali nieść pomoc humanitarną jeńcom sowieckim. W samym Pskowie misja prowadziła również pracownię pisania ikon w której pracowało 20 mistrzów. Zaopatrywała ona w ikony i całe ikonostasy odbudowywane cerkwie na terenach okupowanych. Od grudnia 1942 misja prowadziła w Wilnie i Pskowie kursy seminaryjne dla duchownych z okupowanych terenów. Misja prowadziła aktywną działalność wydawniczą − wydawała modlitewniki, kalendarze oraz periodyk Prawosławnyj christianin (ukazujący się od sierpnia 1942). Działalność misji, przynajmniej oficjalnie, była w całości pokrywana z jej własnych dochodów. Według niektórych rosyjskich historyków, funkcjonowała ona również za cichym przyzwoleniem i poparciem NKWD, dla której działalność misji stwarzała możliwość pomocy partyzantce bolszewickiej na okupowanych terenach. Agenci których udało się umieścić w szeregach misjonarzy byli ponadto nieocenionym źródłem informacji.  
Jesienią 1943 roku pomiędzy władzami niemieckimi a zarządem misji wybuchł konflikt na tle wyboru w Moskwie na patriarchę dotychczasowego locum tenens Patriarchatu Sergiusza (Stragorodskiego). Niemcy zażądali wydania oświadczenia potępiającego synod jako zwołanego i obradującego pod kontrolą komunistów oraz zerwania z patriarchatem. Sergiusz (Woskriesienski) wydał w tej sprawie stosowne oświadczenie, jednak nie zawierało ono postulatów wysuwanych przez okupantów. Kres działalności misji nastąpił jesienią 1944 wraz z wkroczeniem oddziałów Armii Czerwonej. Wszyscy jej członkowie, oprócz nielicznych tych, którzy uciekli z Niemcami, zostali aresztowani przez NKWD i oskarżeni o kolaborację z okupantem. Aresztowani misjonarze zostali skazani na wieloletnie uwięzienie w łagrach (10–20 lat). Sam metropolita Sergiusz został zamordowany wiosną 1944 przez nieznanych sprawców na drodze Wilno–Ryga.

## Wpływy kulturowe
W 2009 powstał w Rosji film fabularny pt. Pop, który opowiada o działalności jednego z misjonarzy misji pskowskiej z wątkami z historii samej misji w tle.